# Besthorpe (Norfolk)
Pour les articles homonymes, voir Besthorpe.
Besthorpe est une paroisse civile et un village du Norfolk, en Angleterre.